# Кримський природний заповідник
Кри́мський приро́дний запові́дник (крим. Qırım tabiat qoruğı) — природоохоронна науково-дослідна установа загальнодержавного значення. Це один з найбільших та один з найстарших в Україні заповідників. У заповіднику охороняються найцінніші в Криму дубові, букові й кримськососнові ліси, унікальні реліктові угруповання тиса ягідного, ялівцю високого, а також місця оселення водоплавних і водно-болотних птахів.

## Історія
Історія заповідання території, що входить нині до Кримського природного заповідника, починається з організації у 1913 році в малодоступній частині гірського Криму — Центральній котловині «Заказника императорских охот» на площі 3705 га. Тут була організована єгерська служба, а на горі Великій Чучелі виділено певну площу лісу для демонстрації завезених до Криму диких тварин: оленів, дагестанських турів та безоарових козлів з Кавказу, корсиканських гірських баранів муфлонів із «Асканії-Нова», європейських зубрів із Біловезької Пущі.
У 1917 році з ініціативи Кримського товариства натуралістів та природолюбів цю територію було оголошено Національним заповідником. Проте справжнім «днем народження» заповідника можна вважати 30 липня 1923 року, коли на площі 16 350 га Декретом Ради Народних Комісарів РСФСР було створено Кримський державний заповідник. У 1925 році його площа розширюється до 23 тис. га. З цього часу розпочинається науково-дослідна робота, обладнуються метеостанція, лабораторія, музей природи, таксодермічна майстерня. У 1957 році заповідник було реорганізовано у Кримське державне заповідно-мисливське господарство, і тільки у 1991 році постановою Ради Міністрів УРСР від 29 червня № 64 цій території повернено статус заповідника.
4 червня 2014 року Радмін самопроголошеної «Республіки Крим» видав розпорядження № 464-р «Про передачу об'єктів нерухомості в безоплатне користування управлінню справами президента РФ». У списку перераховані різноманітні санаторії, резиденції, пансіонати, а в самому кінці — Кримський природний заповідник. У жовтні 2014 року Кримський природний заповідник переданий до Федеральної бюджетної установи «Комплекс Крим», що входить до складу управління справами президента РФ.

## Клімат
Середня річна температура: січня — + 4 °C, червня — + 22 °C.
Річна сума опадів: на вершинах — 1000—1100 мм, в низинах — 430—470 мм.

## Загальна характеристика
До складу заповідника входять 5 лісництв та Роздольненська орнітологічна філія «Лебедині острови». Загальна площа заповідника становить 44 175 га, з яких 9 612 га — водна акваторія Каркінітської затоки Чорного моря, в тому числі острови — 52 га, що безпосередньо прилягають до орнітологічної філії «Лебедині острови». Під охороною Кримського природного заповідника перебуває Каркінітський орнітологічний заказник водно-болотних угідь загальнодержавного значення площею акваторії 24 646 га.
За схемою фізико-географічного районування гірсько-лісова частина території заповідника належить до Кримського гірсько-лісового краю Кримської гірської ландшафтної країни, а «Лебедині острови» — до Кримського степового краю Південно-степової підзони Степової зони.
На території заповідника знаходяться вершини Чатирдаг (1527 м), Кемаль-Егерек (1529 м), Демір-Капу (1542 м) і найвища гора Криму Роман-Кош (1545 м). Гірські породи, з яких складена ця територія, належать до відкладів юрського періоду і мають вік більше 180 млн років. Вони представлені глинистими сланцями, пісковиками, вапняками та конгломератами, обкатаними уламками різних гірських порід і мінералів, зцементованих між собою глинистими розчинами. Найвищі гори складені ясно-сірими, сірими і темними щільними вапняками. У вапняках та пісковиках зустрічаються скам'янілі рештки тварин, що збереглися з юрського періоду. Наявність вапнякових порід зі значною тріщинуватістю, розчленованість рельєфу, значна кількість атмосферних опадів сприяли розвитку і розповсюдженню різноманітних форм карсту: понорів, колодязів, шахт, гротів, печер тощо.
У заповіднику налічується 300 водних джерел, найзнаменитіший з яких — Савлух-су. Витікаюча з великих глибин вода протягом всього року має постійну температуру 6-7°С. У ній міститься багато мікроелементів, особливо срібло, дякуючи чому вона у відкритому вигляді зберігає свої властивості протягом багатьох місяців.
На території заповідника були зроблені цінні археологічні знахідки, тут є більше 80 історичних і культурних пам'ятників.

## Флора і фауна

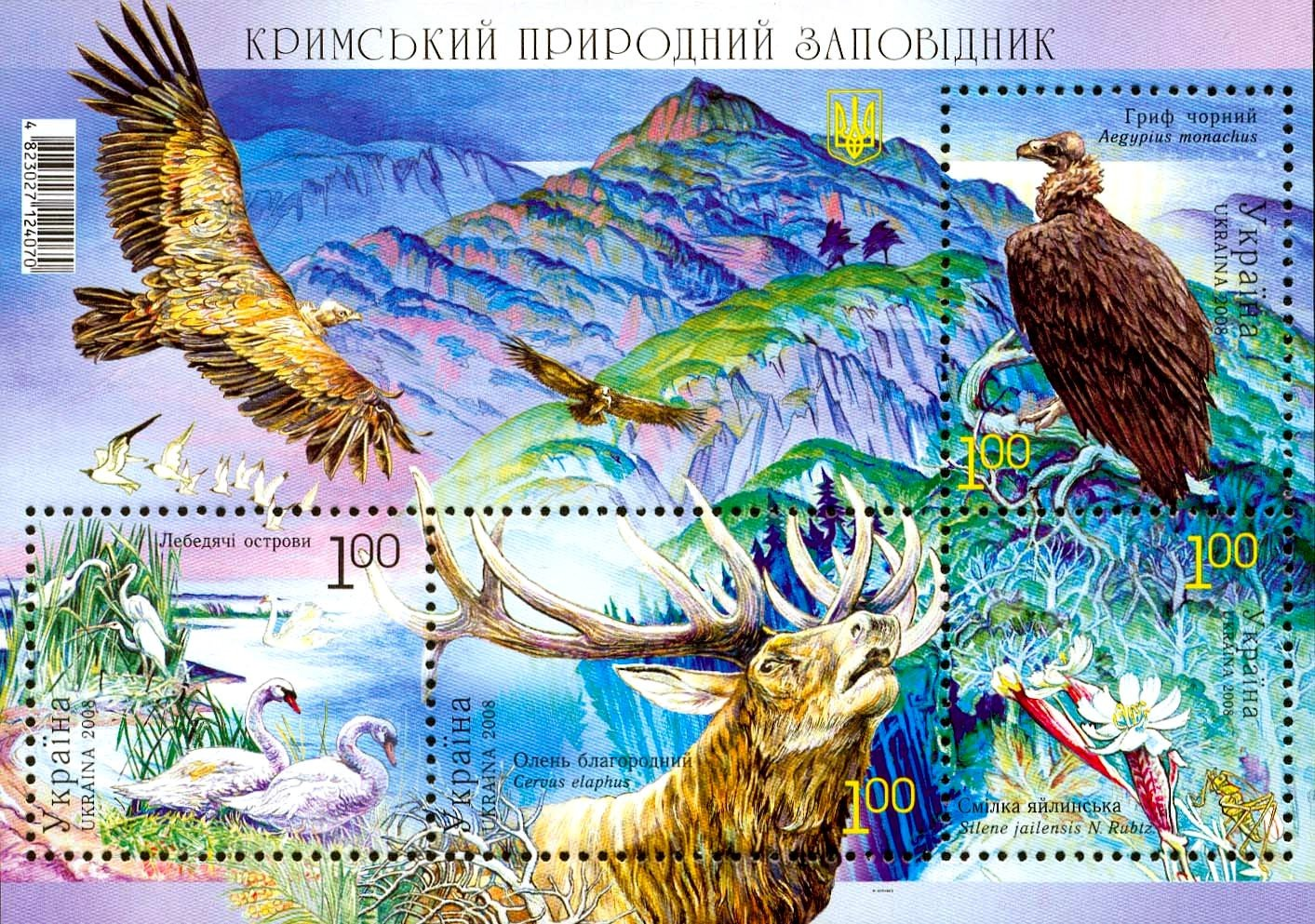
Природа заповідника: гриф чорний, лебеді, олень благородний, смолка яйлинськаМалий аркуш, пошта України, 2008 р.

### Флора
На порівняно невеликій площі заповідника розташовані декілька природно-кліматичних зон. Більше половини лісових угідь (53 %) займає дубовий ліс, 23 % — бук і 12 % — сосновий.
На території заповідника зареєстровано 1180 видів рослин, серед яких 90 видів ендеміків, 137 видів рослин і грибів занесено до Червоної книги України, 26 видів — до Європейського червоного списку. Відмічено 11 рослинних угруповань із занесених до Зеленої книги України.
Рослинність заповідника розміщується поясами залежно від висоти ділянок над рівнем моря. Нижній пояс до висоти 450 м сформований дубом пухнастим з підліском із граба східного, а на ділянках північної експозиції — дерну справжнього. До висоти 700—750 м над рівнем моря простягається пояс лісів дуба скельного, звичайними супутниками якого є граб звичайний та ясен звичайний. Вище, до самої яйли, або до вузької смуги лісів із сосни Сосновського, лежить пояс букових, грабово-букових та грабових лісів (780—1200 м над рівнем моря). Звичайним супутником бука біля верхньої межі цих лісів є ендемічний для Криму вид — клен Стевена.
На висоті 1200 м над рівнем моря лісова рослинність поступається місцем степам і лукам. Навесні тут квітують шафран кримський, сон кримський, пізніше — зірочки Кальє, первоцвіт звичайний. Домінують у степу костриця борозниста та осока низька.

### Фауна
Тут зустрічається понад 200 видів хребетних тварин, у тому числі 37 видів ссавців, 160 — птахів, 10 — плазунів, 4 — земноводних і 6 аборигенних видів риб.
До Червоної книги України занесені 17 видів звірів, 31 вид птахів, 3 види риб, 8 видів рептилій з числа зареєстрованих у заповіднику. Серед них — скорпіон кримський, сольпуга звичайна, емпуза кримська, дибка степова, слимакоїд кримський, розалія альпійська, поліксена, бражник мертва голова, сколія степова, сколія-гігант, марена кримська, жовтопуз, полози жовточеревий та чотирисмугий, лелека чорний, журавель сірий, дрофа, хохітва, лежень, пугач, королик червоноголовий, шпак рожевий, підковики малий та великий, вечірниці велетенська і мала, нетопири гірський та білосмугий, широковух європейський, борсук та ін.
Основні представники фауни серед звірів (ссавців): олень благородний, сарна європейська, свиня дика, муфлон, куниця кам'яна, лисиця руда, вивірка телеутка, ласка, заєць сірий.
В орнітологічній філії заповідника — «Лебедині острови» — зустрічається 20 видів ссавців, 250 видів птахів, 4 види плазунів. До Червоної книги України занесено 40 видів птахів.
У гірських річках водиться 5 аборигенних видів прісноводних риб.
Неподалік від галасливої гірської річки Альми знаходяться форелеві ставки.

## Стан охорони біорізноманіття
Закритим Указом Президента України Л. Кучми № 278 від 25.02.2000 р. Кримський заповідник був виведений із підпорядкування Міністерства лісового господарства України і переданий в Державне управління справами адміністрації Президента України для організації там «царських полювань». Уже в 2003 р. тут незаконно полювали Президенти України і Росії — Л. Кучма і В. Путін. Для організації «царських полювань» в заповіднику було споруджено кілька вертолітних майданчиків, побудовані сауни, готельні комплекси, встановлені десятки мисливських вишок для індивідуального та облавного полювання, пастки для відлову тварин, годівниці, споруджено 89 доріг з твердим покриттям, організовано штат мисливствознавців та єгерів. Мінприроди України щорічно незаконно затверджувало ліміти для ведення полювання в заповіднику, напр., в 2012 р. для ведення полювань були затверджені ліміти на відстріл 15 оленів, 10 кабанів, 2 козуль, 3 муфлонів.
В порушення закону в заповіднику відбувається комерційне розведення форелі, а також рибна ловля, для чого влаштовано форелеве господарство, в ньому 18 ставків і інкубаційний цех). У заповіднику активно ведуться широкомасштабні санітарні рубки з перевищенням лімітів в 15 разів (у 2008 р. площа санітарних рубок склала 203 га), містяться пасіки, організовано відвідування печер, випалюють і продають деревне вугілля, сіно, воду «Савлук-Су», заготовляють і продають камку, відстрілюють так званих тварин-«шкідників».
У заповіднику, в порушення закону організований туризм та стаціонарні місця для відпочинку — «Поляна таврів», «Пролісок», «Курінь», «Партизанська поляна», «Монастирська поляна» та ін. Керівництвом Кримського заповідника затверджений незаконний прейскурант цін на платні послуги, серед яких такі незаконні дії як туризм, рибна ловля, полювання, спуск гірськими річками, продаж тварин. У заповіднику незаконно процвітає спелеотуризм, спелеотуристи варварськи знищують тендітну природу печер Сива, Голубина-2, Партизанська, Артюч-Коба, Холодна, Бездонна, Тисячоголова, Чортова, відбивають шматки порід, палять багаття, залишають сміття.
У березні 2014 року, після анексії Криму РФ так звана «Державна Рада Республіки Крим» і її «Президія» прийняли незаконі постанови про націоналізацію заповідника. Заповідник був спочатку віднесений до відання Державного комітету з лісового та мисливського господарства «Республіки Крим», а потім переданий у відання Управління справами Президента РФ. У 2018 році територія заповідника була розділена на Кримський Національний парк і державний природний заповідник «Лебедині острови».

## Наукова та освітня діяльність
Кримський природний заповідник веде широку природоохоронну та освітню роботу. У музеї природи та дендрозоопарку експонуються найтиповіші представники рослинного і тваринного світу Криму. Екскурсантів знайомлять з типовими і унікальними гірсько-лісовими природними комплексами, рідкісними видами флори і фауни, а також з основами природоохоронного законодавства України. З метою екологічного виховання населення в заповіднику обладнані для організованого відвідування рекреаційні ділянки та екскурсійні маршрути, багатьох відвідувачів приваблює печера Мармурова на нижньому плато Чатир-Дагу.
У заповіднику проведена інвентаризація вищих судинних рослин та хребетних тварин. Велика увага в дослідженнях приділяється вивченню структури фітоценозів та їх стійкості, а також впливу господарської діяльності на динаміку природного середовища. Ведеться «Літопис природи», який охоплює комплекс спостережень за змінами природного середовища під дією природних та антропогенних чинників. Моніторинг за станом та змінами екосистем заповідника, накопичені відомості про їх структурно функціональну організацію мають велике значення для розробки заходів щодо раціонального використання рослинного і тваринного світу Криму за різних режимів впливу на природне середовище.

## Галерея

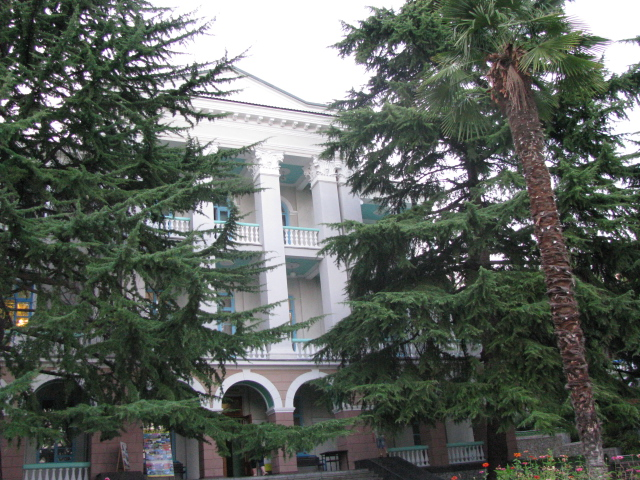
"Укоопспілка", паркова зона
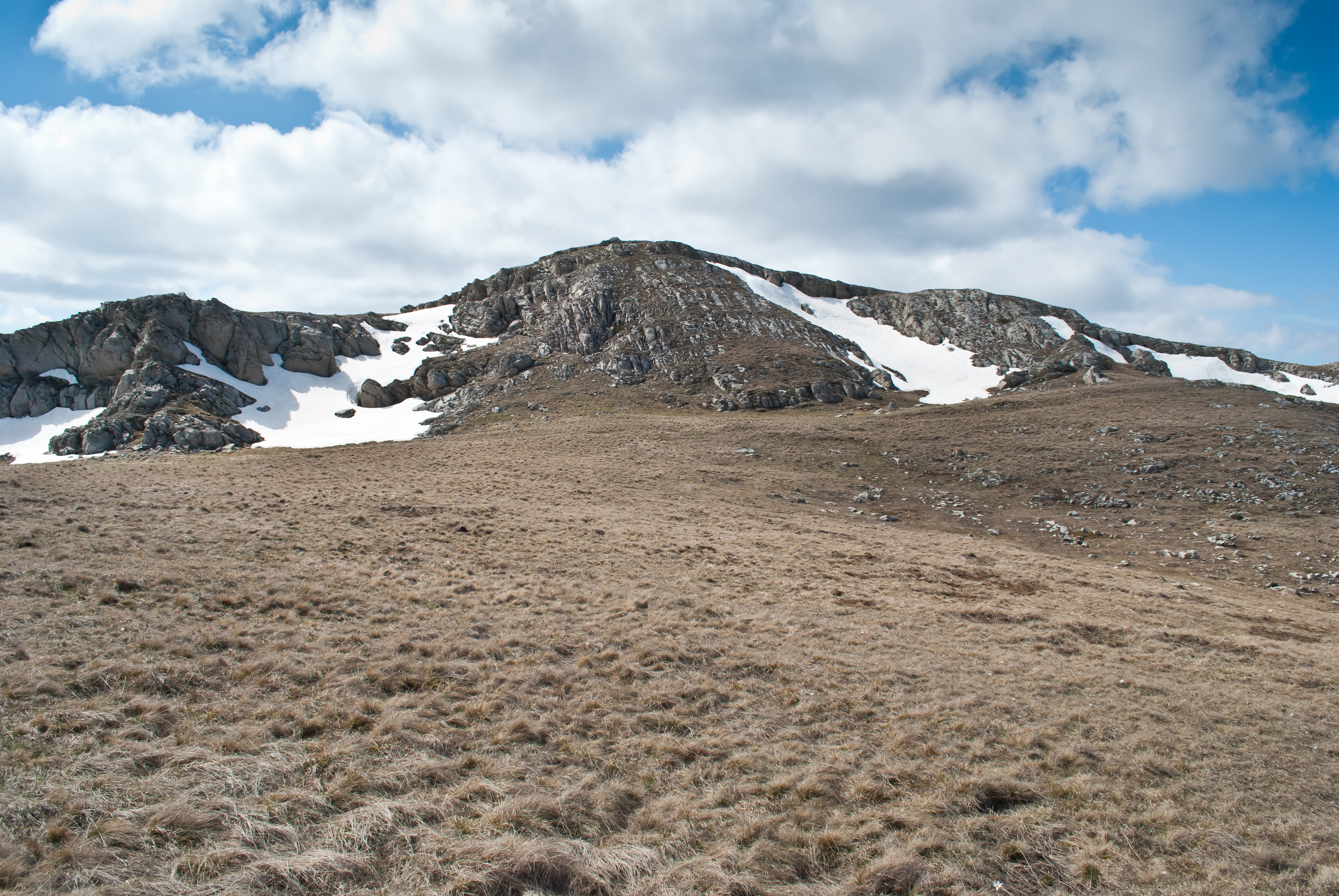
Демір-Капу
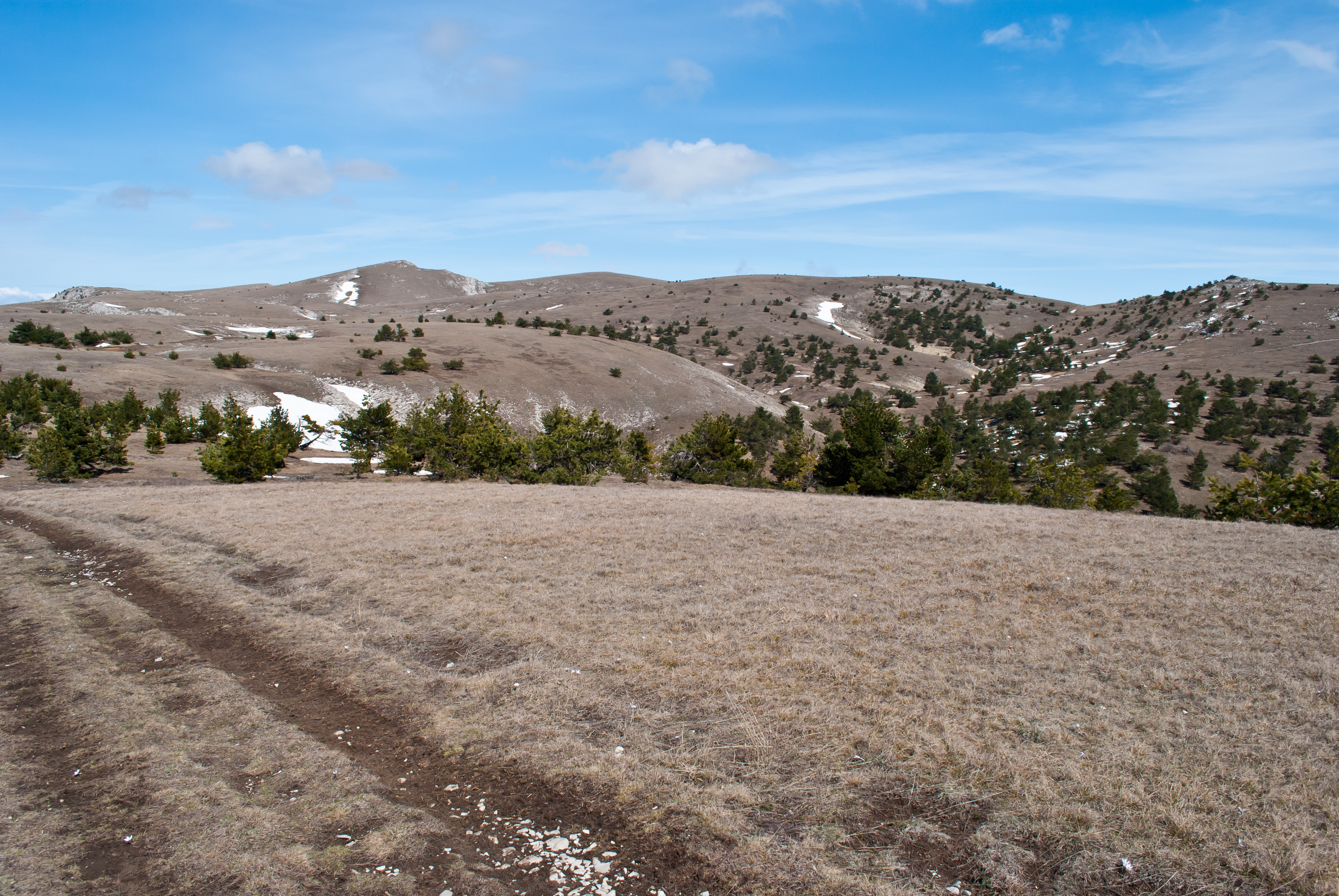
Гурзуф-яйла
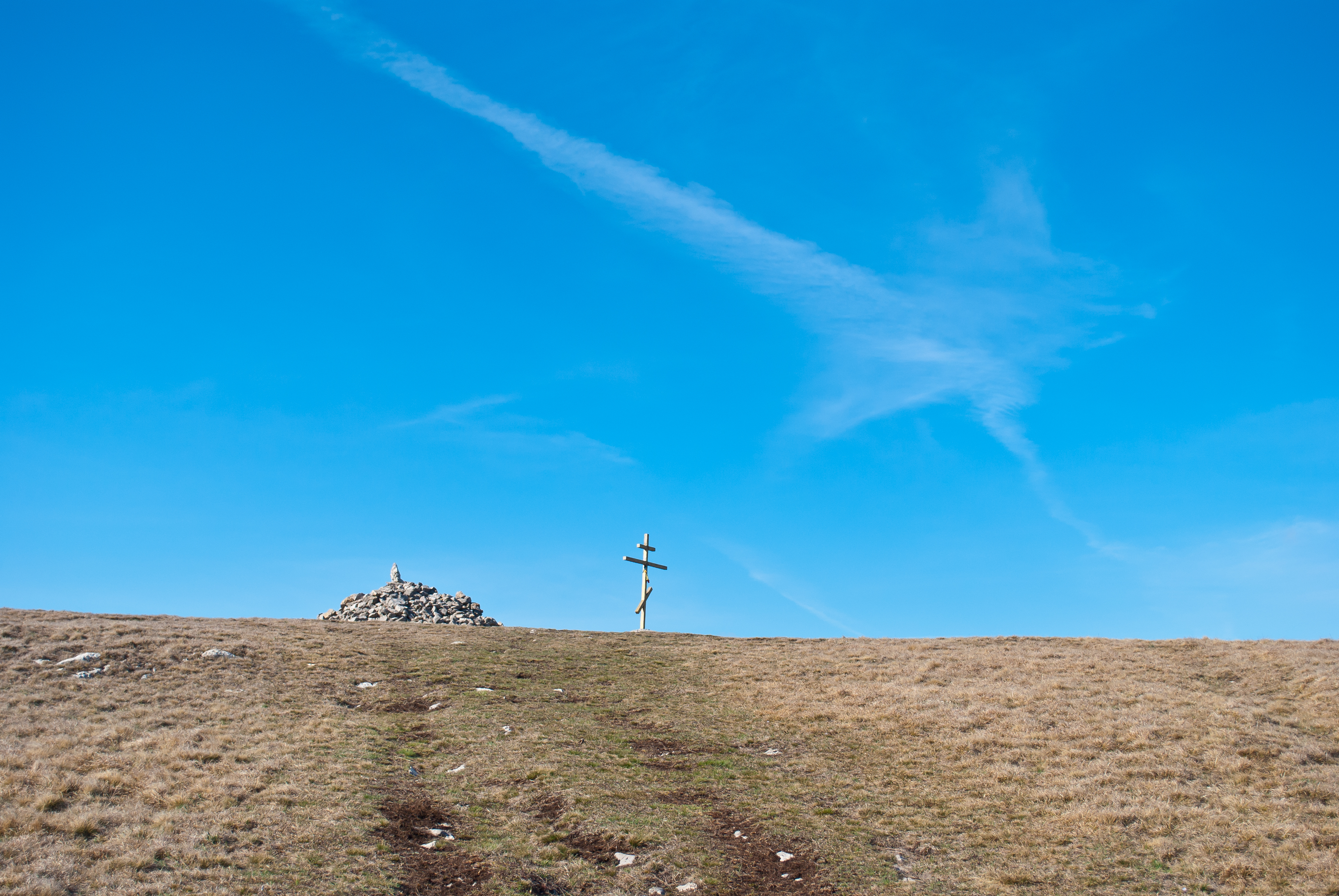
Роман-Кош
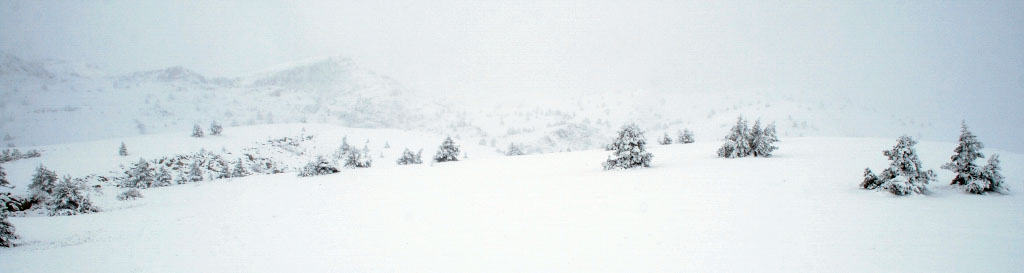
Бабуган-яйла
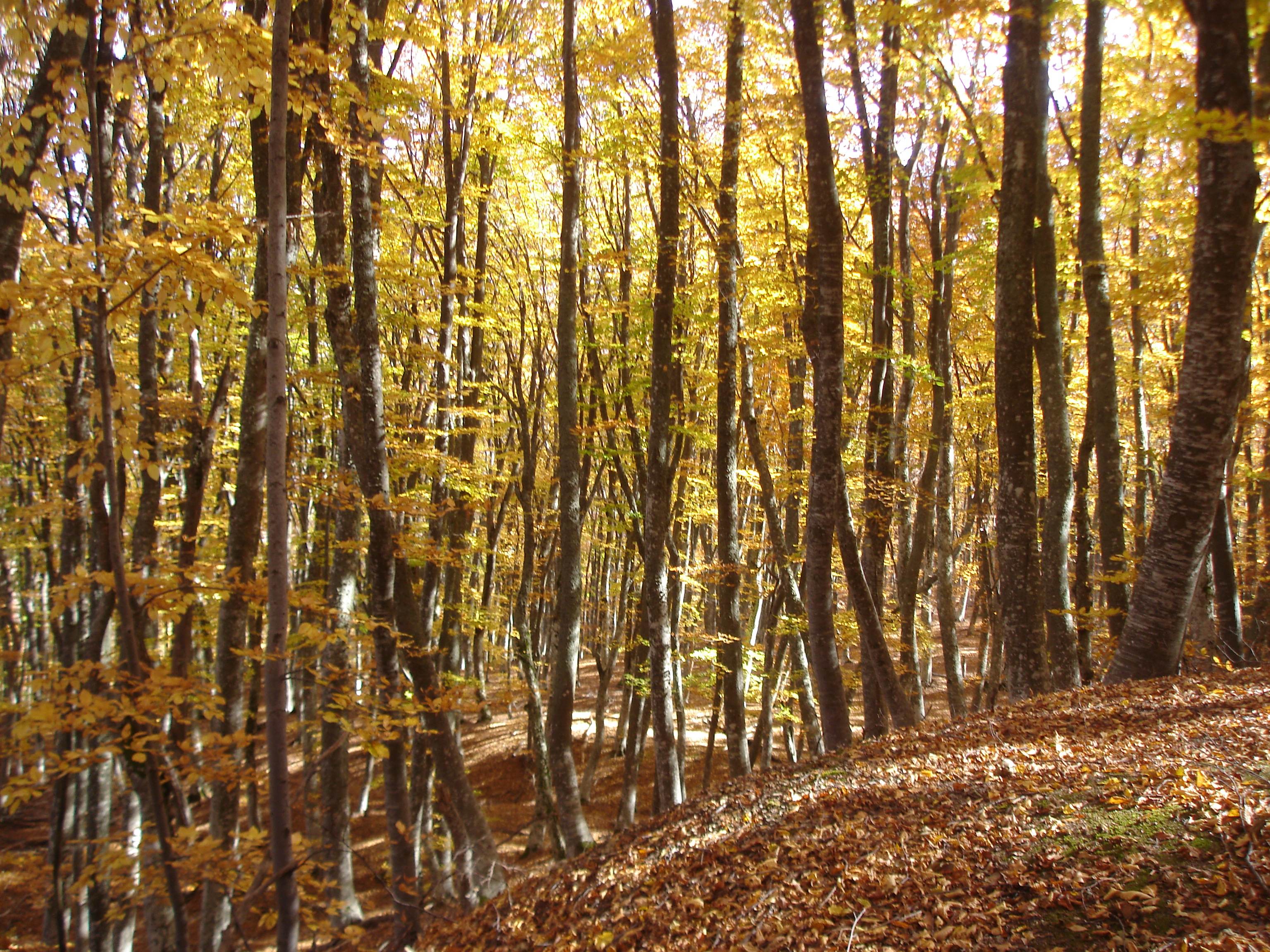
Буковий ліс в Кримському заповіднику
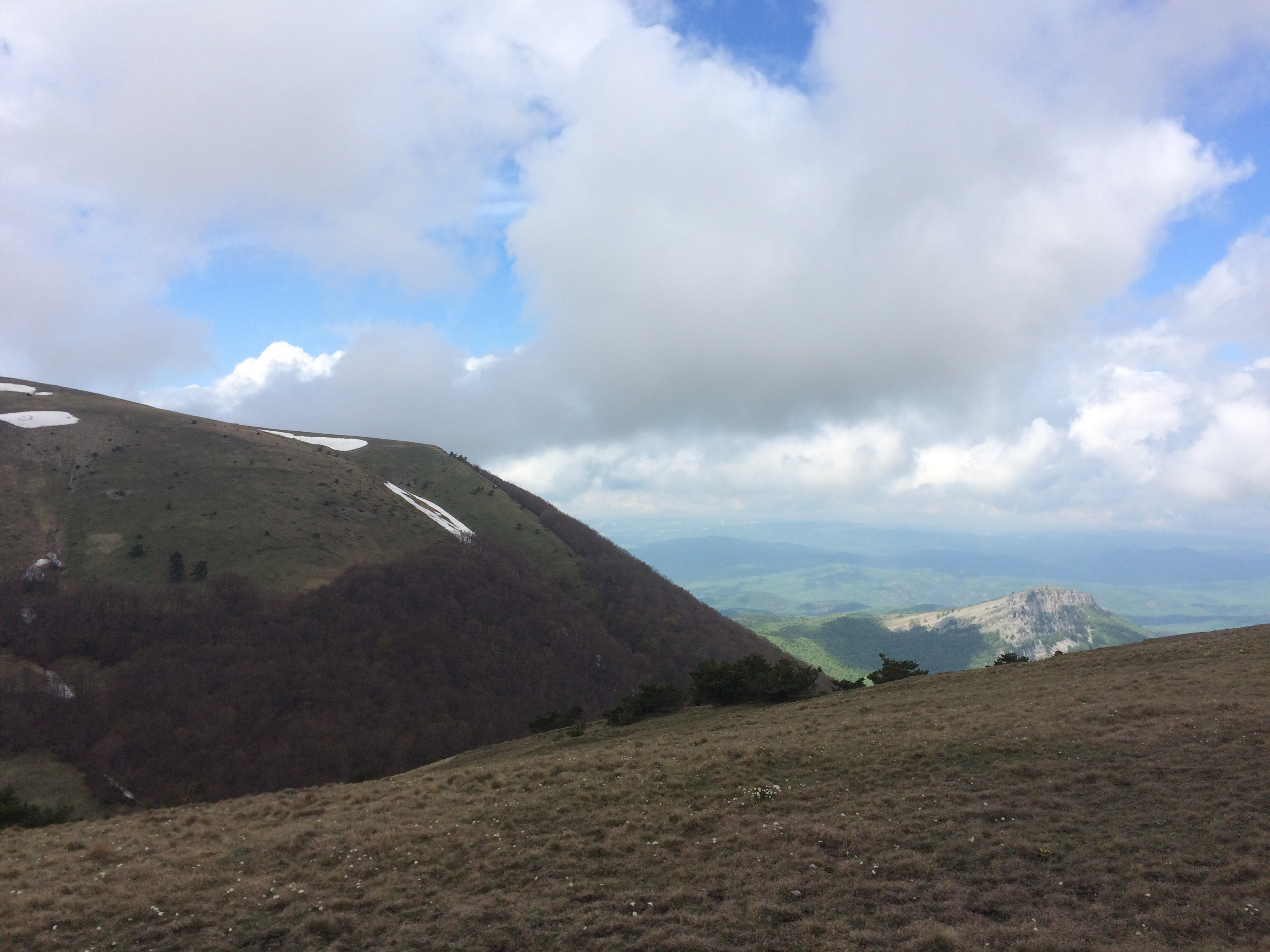
Гора Кемаль-Егерек (передній план) та гора Басман (дальній план)
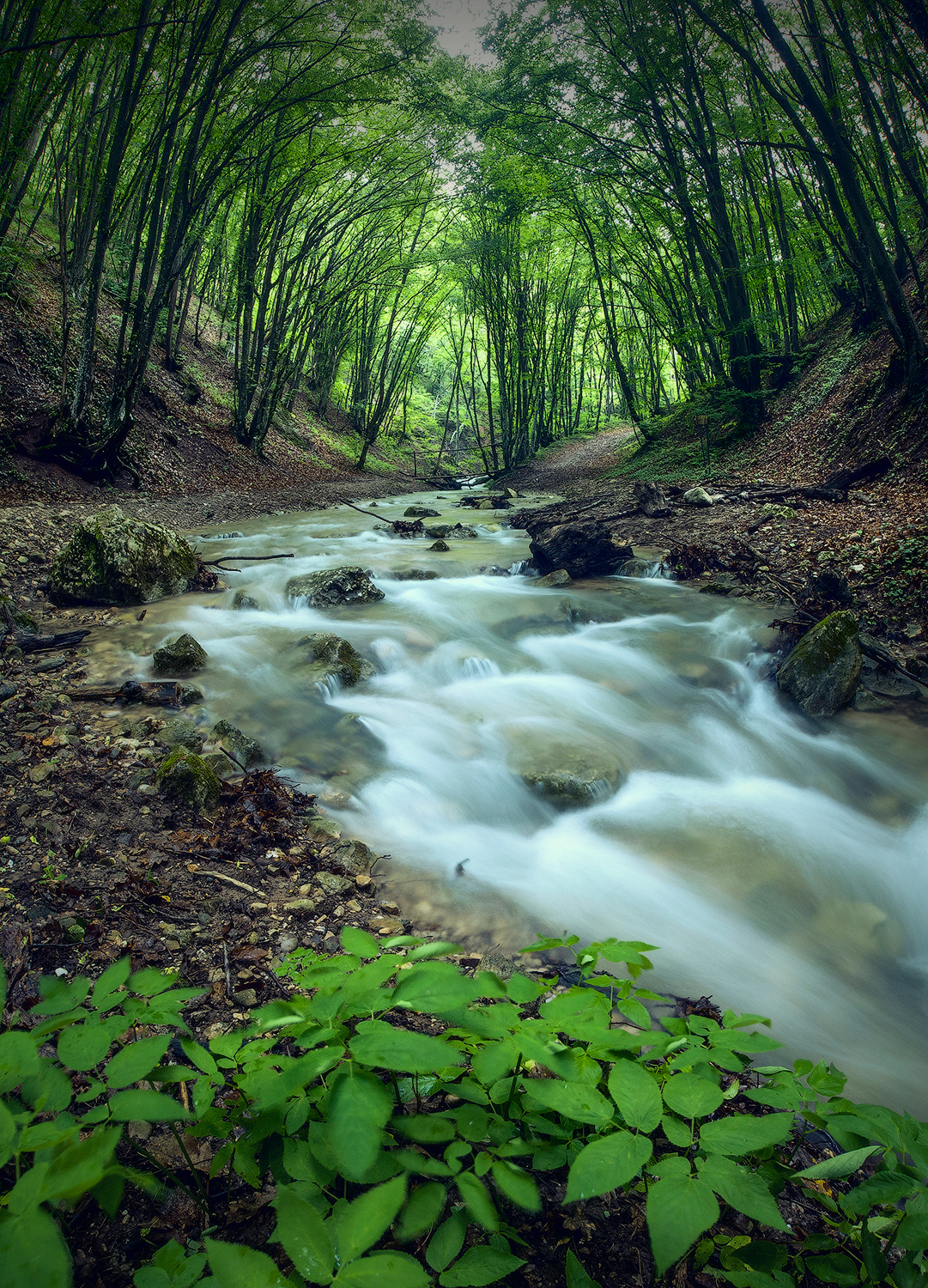
Гірська річка
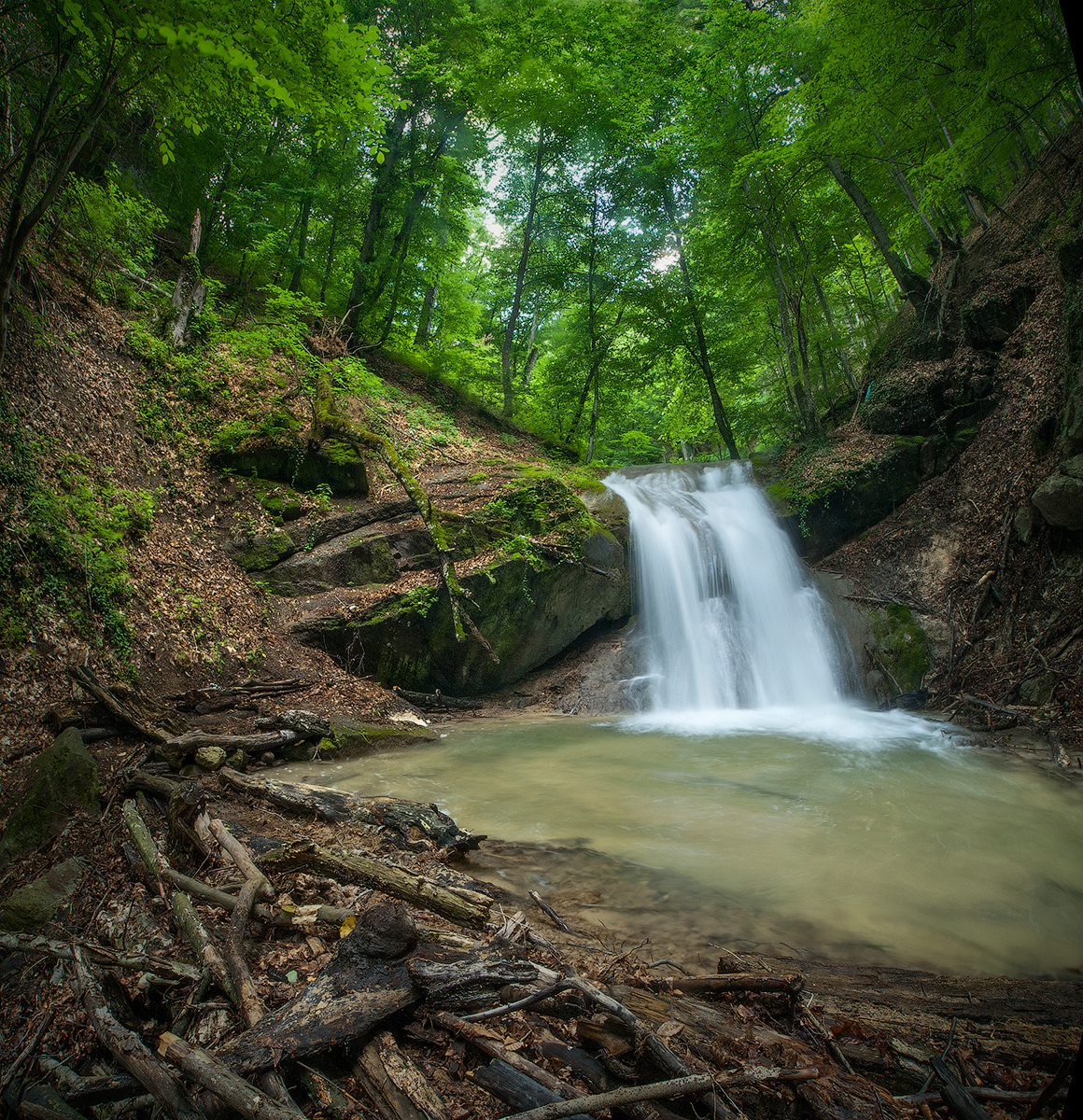
Гірський водоспад
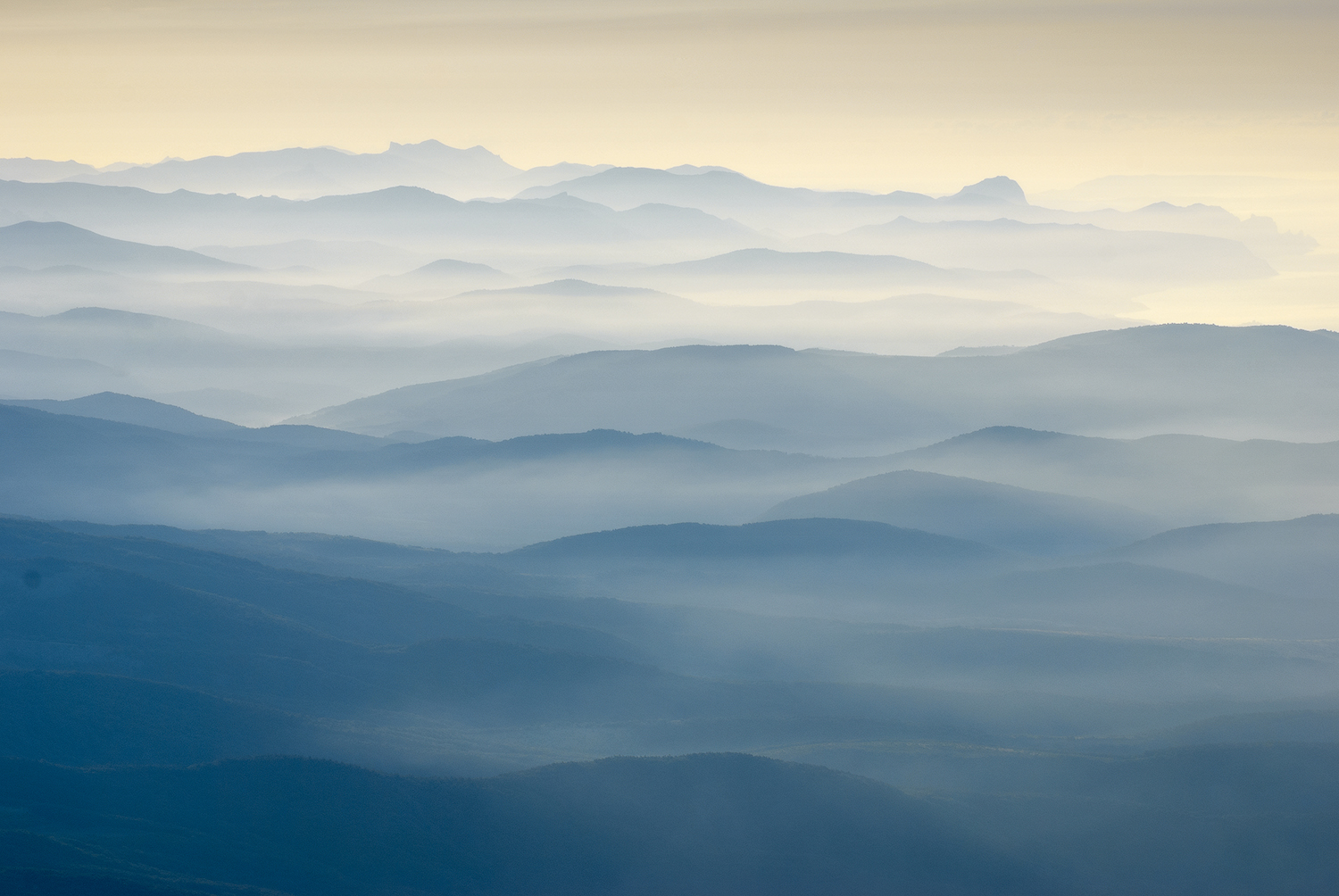
Долина блакитних холмів
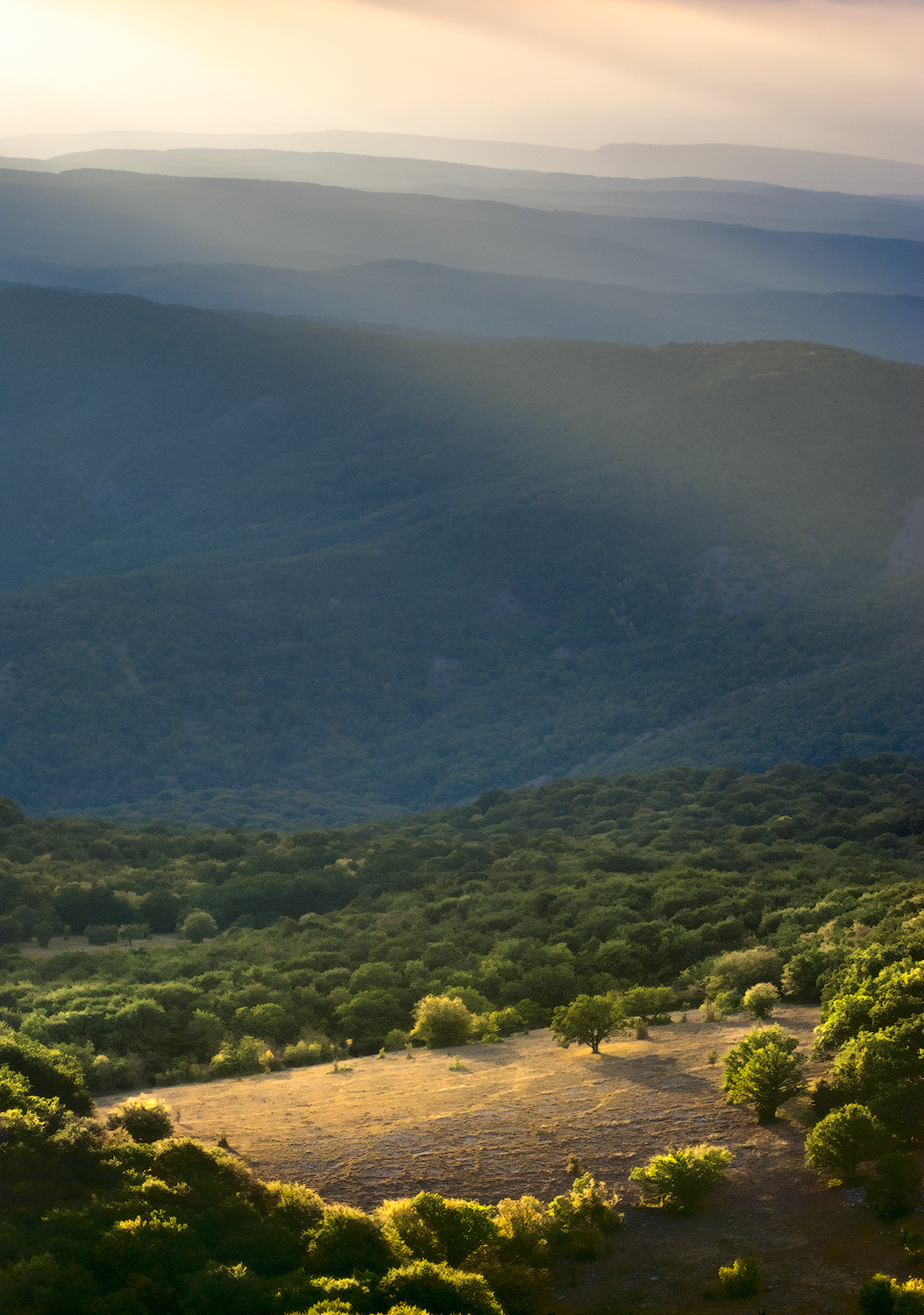
Долина світла
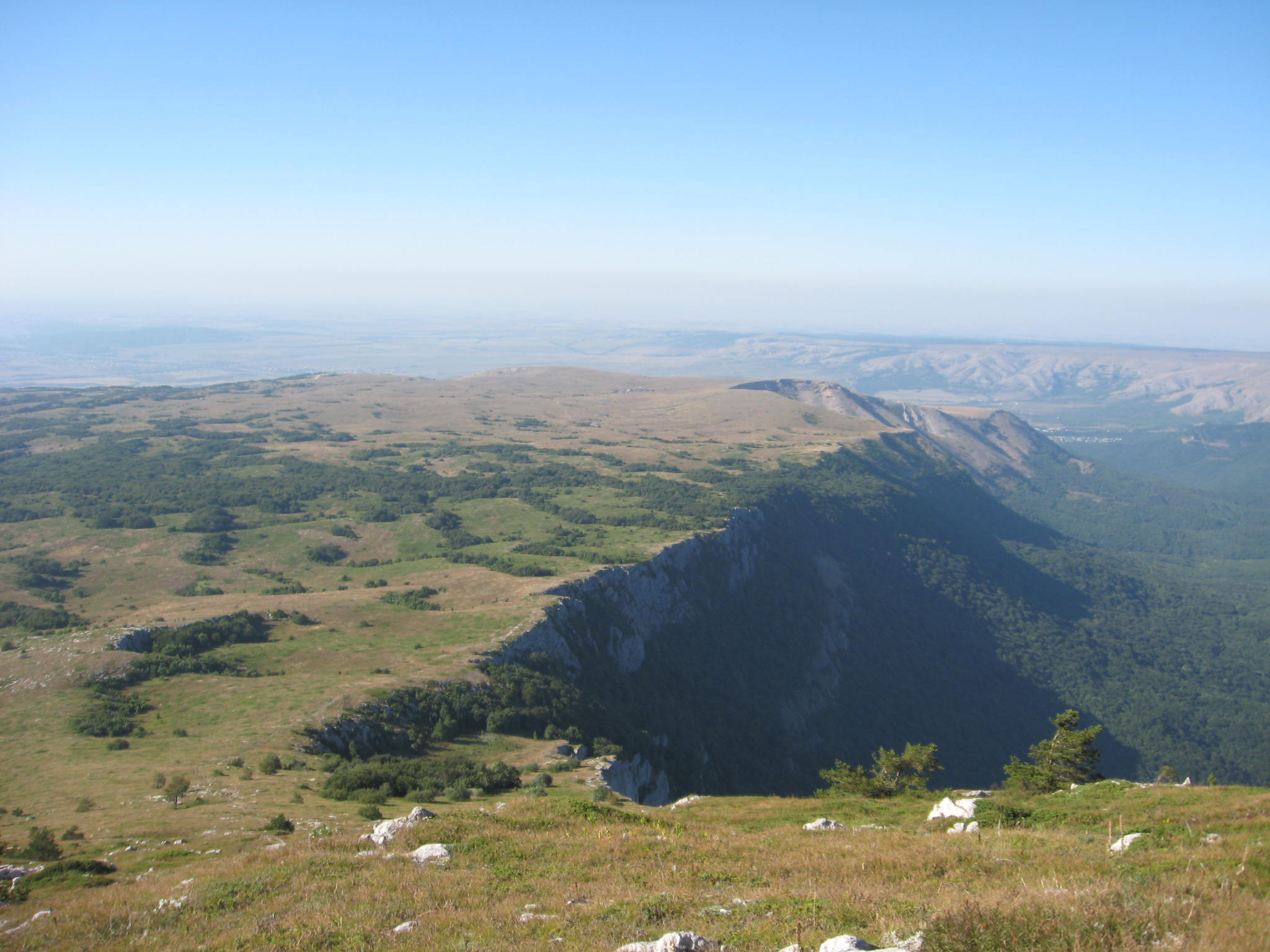
Плато Чатир-Даг
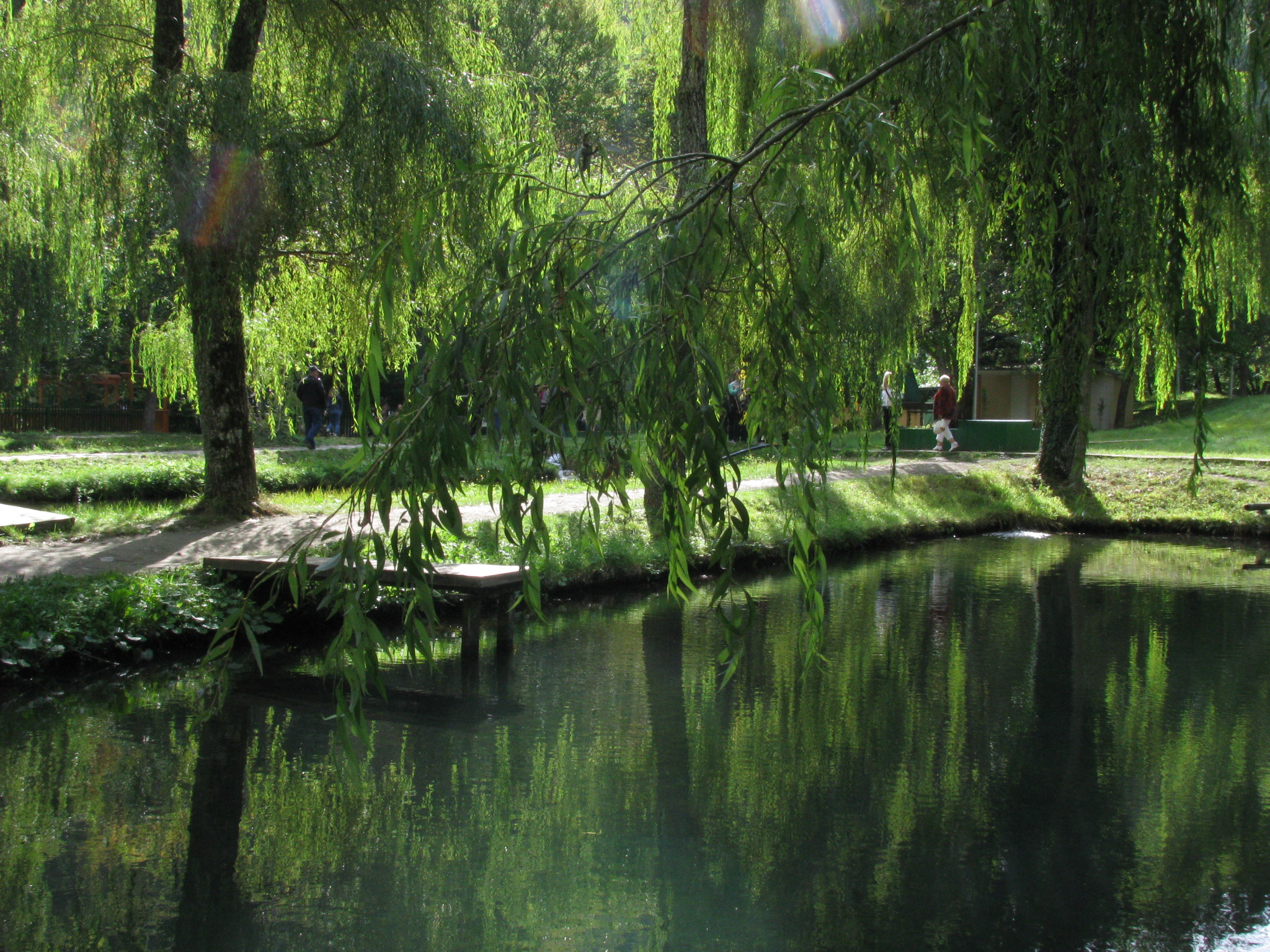
Форелевий ставок
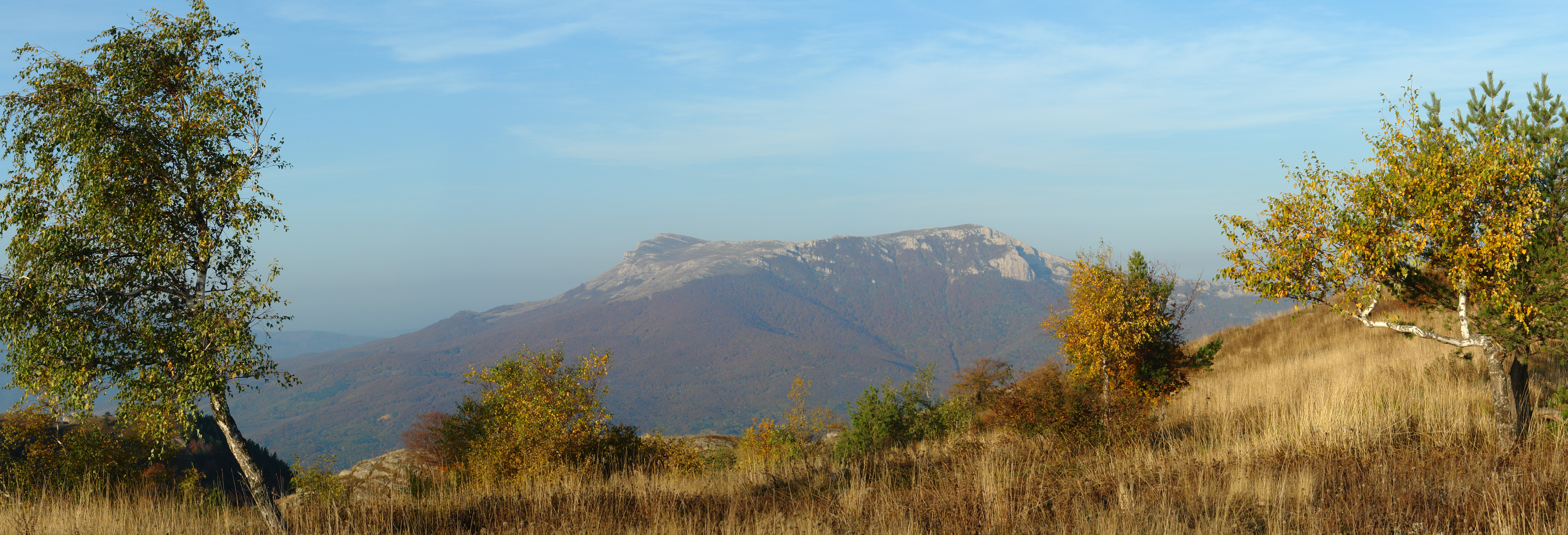
Чатирдаг. Вид з гори Демерджі
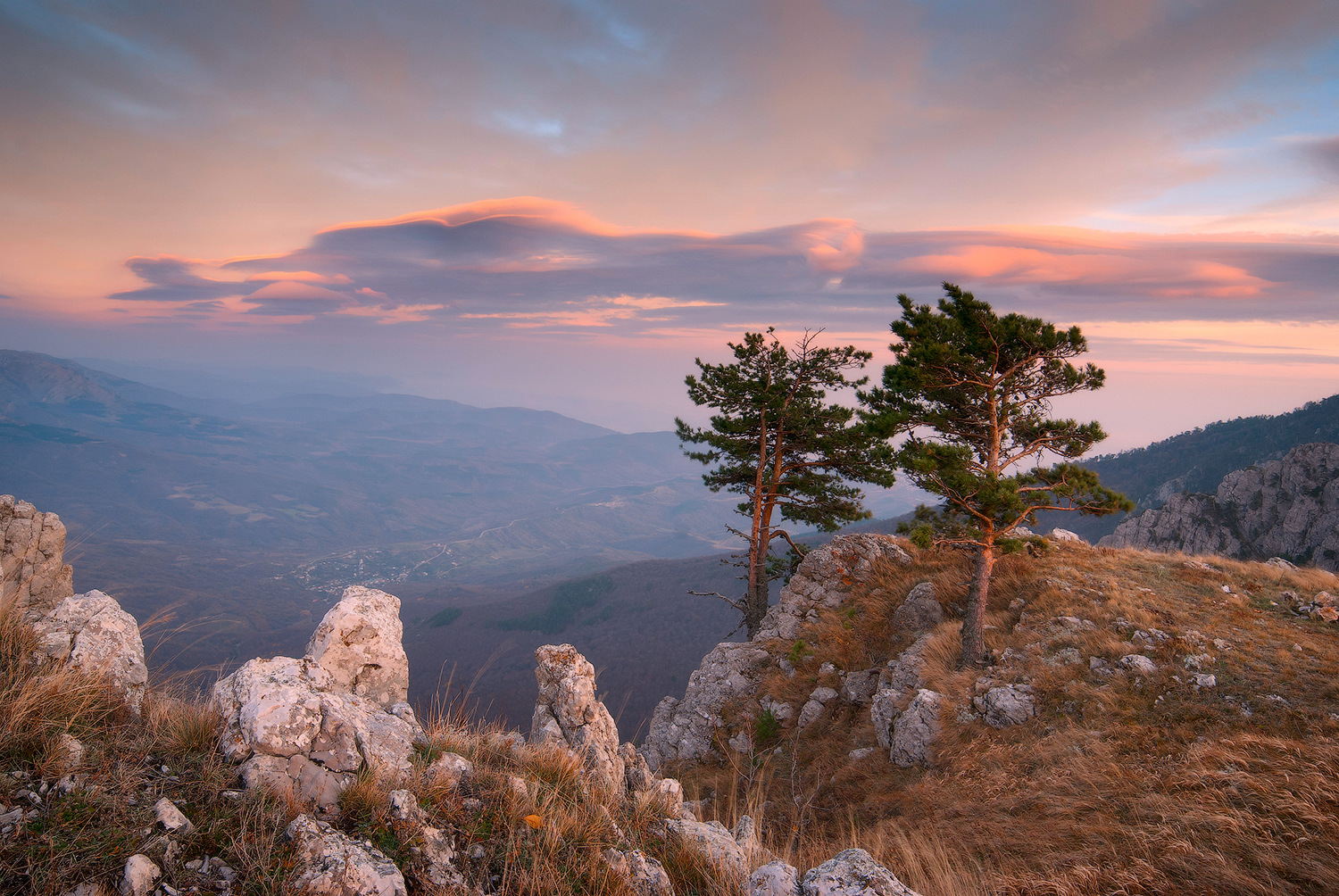
Захід сонця

## Відомі дослідники заповідника
- Альфред Дулицький (зоолог)
- Акімов Михайло Павлович

## Ресурси Інтернету
- Про Кримський природний заповідник на сайті Україна інкогніта [Архівовано 8 грудня 2010 у Wayback Machine.]
- Реферат на тему «Кримський природний заповідник»
- Заповідники України [Архівовано 29 червня 2006 у Wayback Machine.]